# Honkasaari (ö i Finland, Norra Savolax, Norra Savolax, lat 63,67, long 26,87)
Honkasaari är en ö i Finland. Den ligger i sjön Saarisjärvi och i kommunen Vieremä i den ekonomiska regionen  Övre Savolax ekonomiska region  och landskapet Norra Savolax, i den centrala delen av landet, 400 km norr om huvudstaden Helsingfors. Öns area är 0,2 hektar och dess största längd är 60 meter i öst-västlig riktning.